# Youssouf Fofana (calciatore 1999)
Youssouf Fofana (Parigi, 10 gennaio 1999) è un calciatore francese, centrocampista del Milan e della nazionale francese.

## Biografia
Nato in Francia, ha origini ivoriane e maliane.

## Caratteristiche tecniche
Gioca come pivot o intermedio, con caratteristiche difensive piuttosto che da playmaker, ed è efficace nelle transizioni in entrambe le posizioni.Si rivela anche un ottimo incontrista.

## Carriera

### Club

#### Inizi, Espérance Paris, Red Star e Drancy
Dal 2005 al 2013 gioca nell'Espérance Paris e all'età di 14 anni disputa una stagione nel vivaio del Red Star. Trasferitosi poi al Drancy, vi milita fino al 2017.

#### Strasburgo
Nel 2017 viene acquistato dallo Strasburgo. Due anni dopo vince la Coppa di Francia, competizione in cui segna il suo primo gol, battendo per 2-0 in finale il Lilla. Il 19 gennaio 2019 segna la sua prima rete nel campionato francese, il gol del 5-1 nella vittoria contro il Monaco.

#### Monaco
Il 29 gennaio 2020 viene acquistato dal Monaco per 15 milioni di euro. Nel 2021-2022 realizza il suo primo gol coi monegaschi in Europa League, con un colpo di testa nella vittoria per 2-1 ai del Real Sociedad.

#### Milan

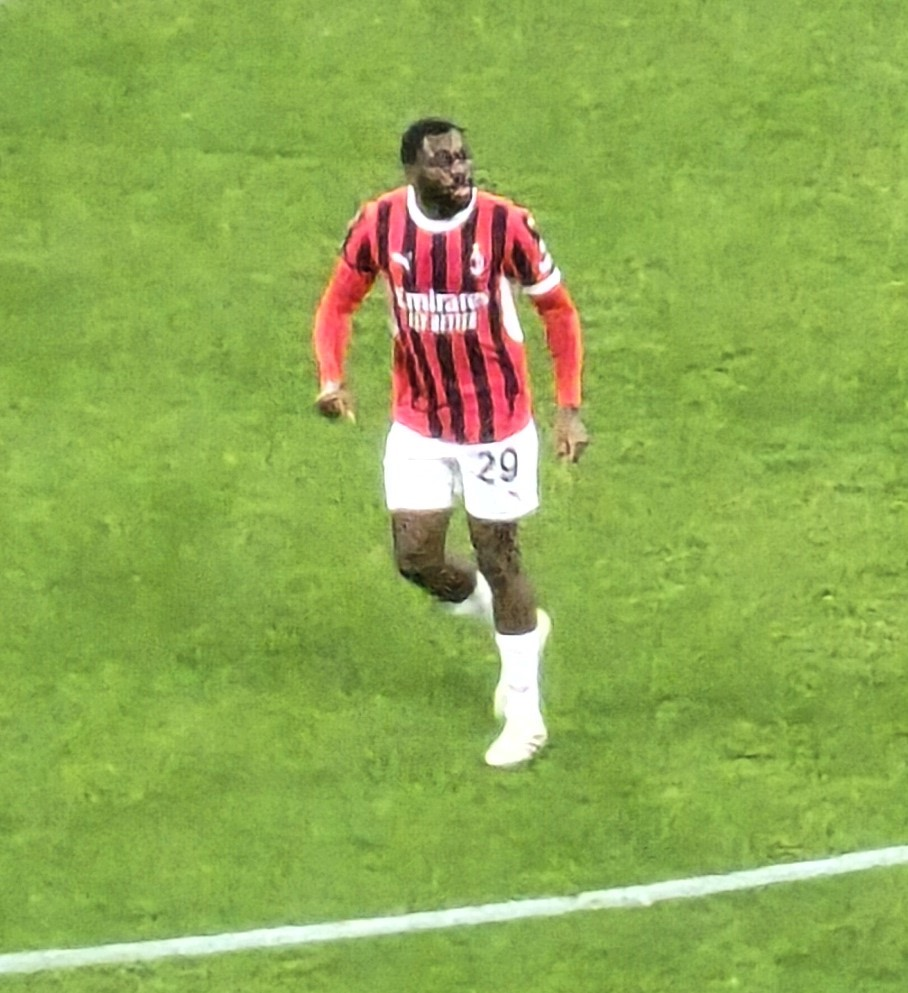
Fofana al Milan in una partita contro il Cagliari nel 2025

Il 17 agosto 2024 viene acquistato a titolo definitivo dal Milan, in Serie A, per 25 milioni di euro, bonus compresi, firmando un contratto quadriennale con il club rossonero. Esordisce nella sconfitta per 2-1 in casa del Parma il 24 agosto. Il 14 settembre, in occasione di Milan-Venezia (4-0), realizza il suo primo gol con la maglia rossonera. 
Il 6 gennaio 2025 vince la Supercoppa italiana, il suo primo trofeo con i rossoneri contro i rivali cittadini dell'Inter.

### Nazionale
Gioca con la nazionale Under-20 giocando nel 2019 nel campionato mondiale di categoria segnando una rete nella vittoria per 2-0 contro l'Arabia Saudita.
Nel settembre 2022 riceve la sua prima convocazione in nazionale maggiore, con cui esordisce il 23 dello stesso mese nel successo per 2-0 in Nations League contro l'Austria.
Il 18 novembre 2023 realizza il suo primo gol con la massima selezione francese nel successo per 14-0 contro Gibilterra. Viene convocato per l'Europeo 2024, nei quarti di finale contro il Portogallo la partita si conclude ai rigori, Fofana è tra i calciatori che segna dal dischetto e la Francia vince per 5-3.

## Statistiche

### Presenze e reti nei club
Statistiche aggiornate al 5 maggio 2025.
| Stagione          | Squadra           | Campionato        | Campionato | Campionato | Coppe nazionali | Coppe nazionali | Coppe nazionali | Coppe continentali | Coppe continentali | Coppe continentali | Altre coppe | Altre coppe | Altre coppe | Totale | Totale |
| Stagione          | Squadra           | Comp              | Pres       | Reti       | Comp            | Pres            | Reti            | Comp               | Pres               | Reti               | Comp        | Pres        | Reti        | Pres   | Reti   |
| ----------------- | ----------------- | ----------------- | ---------- | ---------- | --------------- | --------------- | --------------- | ------------------ | ------------------ | ------------------ | ----------- | ----------- | ----------- | ------ | ------ |
| 2018-2019         | Strasburgo 2      | N3                | 5          | 1          | -               | -               | -               | -                  | -                  | -                  | -           | -           | -           | 5      | 1      |
| 2018-2019         | Strasburgo        | L1                | 17         | 2          | CF+CdL          | 1+4             | 0+1             | -                  | -                  | -                  | -           | -           | -           | 22     | 3      |
| 2019-gen. 2020    | Strasburgo        | L1                | 13         | 1          | CF+CdL          | 1+2             | 0               | UEL                | 3                  | 0                  | -           | -           | -           | 19     | 1      |
| Totale Strasburgo | Totale Strasburgo | Totale Strasburgo | 30         | 3          |                 | 8               | 1               |                    | 3                  | 0                  |             | -           | -           | 41     | 4      |
| gen.-giu. 2020    | Monaco            | L1                | 7          | 0          | CF+CdL          | -               | -               | -                  | -                  | -                  | -           | -           | -           | 7      | 0      |
| 2020-2021         | Monaco            | L1                | 35         | 0          | CF              | 5               | 0               | -                  | -                  | -                  | -           | -           | -           | 40     | 0      |
| 2021-2022         | Monaco            | L1                | 33         | 0          | CF              | 4               | 0               | UCL+UEL            | 4+5                | 0+1                | -           | -           | -           | 46     | 1      |
| 2022-2023         | Monaco            | L1                | 36         | 2          | CF              | 1               | 0               | UCL+UEL            | 2+8                | 0                  | -           | -           | -           | 47     | 2      |
| 2023-2024         | Monaco            | L1                | 32         | 4          | CF              | 3               | 0               | -                  | -                  | -                  | -           | -           | -           | 35     | 4      |
| Totale Monaco     | Totale Monaco     | Totale Monaco     | 143        | 6          |                 | 13              | 0               |                    | 19                 | 1                  |             | -           | -           | 175    | 7      |
| 2024-2025         | Milan             | A                 | 33         | 1          | CI              | 4               | 0               | UCL                | 10                 | 0                  | SI          | 2           | 0           | 49     | 1      |
| 2025-2026         | Milan             | A                 | 0          | 0          | CI              | 1               | 0               | -                  | -                  | -                  | SI          | 0           | 0           | 1      | 0      |
| Totale Milan      | Totale Milan      | Totale Milan      | 33         | 1          |                 | 5               | 0               |                    | 10                 | 0                  |             | 2           | 0           | 50     | 1      |
| Totale carriera   | Totale carriera   | Totale carriera   | 211        | 11         |                 | 26              | 1               |                    | 32                 | 1                  |             | 2           | 0           | 271    | 13     |

### Cronologia presenze e reti in nazionale
| Cronologia completa delle presenze e delle reti in nazionale ― Francia | Cronologia completa delle presenze e delle reti in nazionale ― Francia | Cronologia completa delle presenze e delle reti in nazionale ― Francia | Cronologia completa delle presenze e delle reti in nazionale ― Francia | Cronologia completa delle presenze e delle reti in nazionale ― Francia | Cronologia completa delle presenze e delle reti in nazionale ― Francia | Cronologia completa delle presenze e delle reti in nazionale ― Francia | Cronologia completa delle presenze e delle reti in nazionale ― Francia |
| Data                                                                   | Città                                                                  | In casa                                                                | Risultato                                                              | Ospiti                                                                 | Competizione                                                           | Reti                                                                   | Note                                                                   |
| ---------------------------------------------------------------------- | ---------------------------------------------------------------------- | ---------------------------------------------------------------------- | ---------------------------------------------------------------------- | ---------------------------------------------------------------------- | ---------------------------------------------------------------------- | ---------------------------------------------------------------------- | ---------------------------------------------------------------------- |
| 22-9-2022                                                              | Saint-Denis                                                            | Francia                                                                | 2 – 0                                                                  | Austria                                                                | UEFA Nations League 2022-2023 - 1º turno                               | -                                                                      |                                                                        |
| 25-9-2022                                                              | Copenaghen                                                             | Danimarca                                                              | 2 – 0                                                                  | Francia                                                                | UEFA Nations League 2022-2023 - 1º turno                               | -                                                                      | 46’                                                                    |
| 22-11-2022                                                             | Al Wakrah                                                              | Francia                                                                | 4 – 1                                                                  | Australia                                                              | Mondiali 2022 - 1º turno                                               | -                                                                      | 77’                                                                    |
| 26-11-2022                                                             | Doha                                                                   | Francia                                                                | 2 – 1                                                                  | Danimarca                                                              | Mondiali 2022 - 1º turno                                               | -                                                                      | 90+3’                                                                  |
| 30-11-2022                                                             | Al Rayyan                                                              | Tunisia                                                                | 1 – 0                                                                  | Francia                                                                | Mondiali 2022 - 1º turno                                               | -                                                                      | 73’                                                                    |
| 4-12-2022                                                              | Doha                                                                   | Francia                                                                | 3 – 1                                                                  | Polonia                                                                | Mondiali 2022 - Ottavi di finale                                       | -                                                                      | 66’                                                                    |
| 14-12-2022                                                             | Al Khor                                                                | Francia                                                                | 2 – 0                                                                  | Marocco                                                                | Mondiali 2022 - Semifinale                                             | -                                                                      |                                                                        |
| 18-12-2022                                                             | Lusail                                                                 | Argentina                                                              | 3 – 3 dts (4 – 2 dtr)                                                  | Francia                                                                | Mondiali 2022 - Finale                                                 | -                                                                      | 96’                                                                    |
| 24-3-2023                                                              | Saint-Denis                                                            | Francia                                                                | 4 – 0                                                                  | Paesi Bassi                                                            | Qual. Euro 2024                                                        | -                                                                      | 77’                                                                    |
| 16-6-2023                                                              | Faro                                                                   | Gibilterra                                                             | 0 – 3                                                                  | Francia                                                                | Qual. Euro 2024                                                        | -                                                                      | 79’                                                                    |
| 12-9-2023                                                              | Dortmund                                                               | Germania                                                               | 2 – 1                                                                  | Francia                                                                | Amichevole                                                             | -                                                                      | 78’                                                                    |
| 13-10-2023                                                             | Eindhoven                                                              | Paesi Bassi                                                            | 1 – 2                                                                  | Francia                                                                | Qual. Euro 2024                                                        | -                                                                      | 87’                                                                    |
| 17-10-2023                                                             | Villeneuve-d'Ascq                                                      | Francia                                                                | 4 – 1                                                                  | Scozia                                                                 | Amichevole                                                             | -                                                                      | 76’                                                                    |
| 18-11-2023                                                             | Nizza                                                                  | Francia                                                                | 14 – 0                                                                 | Gibilterra                                                             | Qual. Euro 2024                                                        | 1                                                                      | 19’                                                                    |
| 21-11-2023                                                             | Atene                                                                  | Grecia                                                                 | 2 – 2                                                                  | Francia                                                                | Qual. Euro 2024                                                        | 1                                                                      | 55’                                                                    |
| 23-3-2024                                                              | Décines-Charpieu                                                       | Francia                                                                | 0 – 2                                                                  | Germania                                                               | Amichevole                                                             | -                                                                      | 74’                                                                    |
| 26-3-2024                                                              | Marsiglia                                                              | Francia                                                                | 3 – 2                                                                  | Cile                                                                   | Amichevole                                                             | 1                                                                      |                                                                        |
| 5-6-2024                                                               | Metz                                                                   | Francia                                                                | 3 – 0                                                                  | Lussemburgo                                                            | Amichevole                                                             | -                                                                      | 89’                                                                    |
| 17-6-2024                                                              | Düsseldorf                                                             | Austria                                                                | 0 – 1                                                                  | Francia                                                                | Euro 2024 - 1º turno                                                   | -                                                                      | 90’                                                                    |
| 25-6-2024                                                              | Dortmund                                                               | Francia                                                                | 1 – 1                                                                  | Polonia                                                                | Euro 2024 - 1º turno                                                   | -                                                                      | 81’                                                                    |
| 5-7-2024                                                               | Amburgo                                                                | Portogallo                                                             | 0 – 0 dts (3 – 5 dtr)                                                  | Francia                                                                | Euro 2024 - Quarti di finale                                           | -                                                                      | 91’                                                                    |
| 6-9-2024                                                               | Parigi                                                                 | Francia                                                                | 1 – 3                                                                  | Italia                                                                 | UEFA Nations League 2024-2025 - 1º turno                               | -                                                                      | 58’                                                                    |
| 9-9-2024                                                               | Lione                                                                  | Francia                                                                | 2 – 0                                                                  | Belgio                                                                 | UEFA Nations League 2024-2025 - 1º turno                               | -                                                                      | 90’                                                                    |
| 10-10-2024                                                             | Budapest                                                               | Israele                                                                | 1 – 4                                                                  | Francia                                                                | UEFA Nations League 2024-2025 - 1º turno                               | -                                                                      | 70’                                                                    |
| 14-10-2024                                                             | Bruxelles                                                              | Belgio                                                                 | 1 – 2                                                                  | Francia                                                                | UEFA Nations League 2024-2025 - 1º turno                               | -                                                                      | 79’                                                                    |
| Totale                                                                 |                                                                        | Presenze                                                               | 25                                                                     |                                                                        | Reti                                                                   | 3                                                                      |                                                                        |

## Palmarès

### Club
- Coppa di Lega francese: 1

Strasburgo: 2018-2019
- Supercoppa italiana: 1

Milan: 2024